# Jolie Gabor
Jolie Gabor (n. 30 septembrie 1896, Budapesta, Austro-Ungaria – d. 1 aprilie 1997, Palm Springs⁠(d), California, SUA), cunoscută ca „Mama Jolie”, este mama actriței Zsa Zsa Gábor.
Născută ca Janszieka Tilleman în Budapesta, există multe controverse în legătură cu anul nașterii, unii spun că s-a născut în 1900, alții spun că în 1894 sau 1896, însă conform certificatului de naștere anul nașterii este 1896, născută într-o familie de evrei.

## Viața personală
Jolie s-a măritat în 1914 cu Vilmos Gabor, un soldat maghiar cu care a avut 3 copii: Eva Gabor, Zsa Zsa Gabor și Magda Gabor. Jolie a fost căsătorită de trei ori, cu:
- Vilmos Gabor (1914 - 1939)
- Peter Howard Christman (1947 -1 948) și
- Contele Edmund "Odon" de Szigethy (3 martie 1957 - 30 septembrie 1989).

## Deces
Jolie a murit pe 1 aprilie 1997, în Palm Spring, statul  California, două luni mai târziu a murit si una din fiicele ei, Magda Gabor. Jolie Gabor de Szigethy a fost îngropată în Desert Memorial Park, în Cathedral City, California.